# ترووی، استرالیای جنوبی
ترووی (به انگلیسی: Terowie) یک شهرک در استرالیا است که در استرالیای جنوبی واقع شده‌است.